# Anova
Anova – Narodowe Braterstwo (galic. Anova-Irmandade Nacionalista) – galisyjska regionalna partia polityczna o profilu nacjonalistycznym i socjalistycznym.
Anova powstała w 2012. Założył ją Xosé Manuel Beiras i grupa związanych z nim działaczy, która opuściła Galisyjski Blok Nacjonalistyczny. Przed wyborami do galisyjskich kortezów w tym samym roku partia współtworzyła koalicję ze Zjednoczoną Lewicą, która uzyskała 13,9% głosów i 9 mandatów. Współpraca była kontynuowana również w dalszych latach, w 2014 z ramienia wspólnej listy mandat eurodeputowanej uzyskała Lidia Senra. W 2015 i 2016 w ramach koalicji z Podemos Anova uzyskiwała pojedyncze mandaty w Kongresie Deputowanych.